# Laurentius Bosshart
Laurentius Bosshart (* um 1490 in Winterthur; † 23. Juli 1532 ebenda) war ein Schweizer Chronist und Geistlicher. Er ist der Verfasser der wohl bedeutendsten Chronik über die Stadt Winterthur im 16. Jahrhundert.

## Leben
Über das Leben von Laurentius Bosshart ist heute relativ wenig bekannt, er dürfte jedoch um 1490 als Sohn einer ratsfähigen Familie in Winterthur zur Welt gekommen sein. Danach absolvierte er die Schule in Winterthur, wo er Latein lernte. 1507 durfte er nach Freiburg im Breisgau gehen und lebte dort zuerst im Haus von Ulrich Frauenfeld, der seines Zeichen freier Künstler und Gerichtsschreiber war. Dort machte er sich so gut, dass er die dortige Hochschule besuchen durfte, seine Heimatstadt verschaffte ihm den nötigen Studienplatz in der Stadt. Jedoch hatte Bosshart in finanzieller Hinsicht kein Glück: Seine Mutter heiratete in seiner Heimat einen armen Mann und auch seine Vetter unterstützten ihn nicht mehr finanziell, so dass er mangels Geld Gefahr lief, das Studium trotz eines Platzes nicht antreten zu können. Im Dezember 1508 (im Originalbrief steht 1509) schrieb er daher einen Brief an seine Heimatstadt, in dem er den Rat um finanzielle Zuwendung erbittet, begleitet von einem Empfehlungsschreiben von Ulrich Frauenfeld. Dieses Schreiben fruchtete dann auch, so dass Bosshart sein Studium in Freiburg abschliessen konnte. Nach seinem Studium taucht sein Name 1512 in Rheinau wieder auf.
Irgendwann zwischen 1515 und 1518 muss Bosshart schliesslich nach Winterthur zurückgekehrt sein und wurde als Chorherr auf dem Heiligenberg tätig. Als die Reformation in Zürich einsetzte, trat Bosshart dieser bei und war auch ein Unterstützer von Zwingli. Als das Chorherrenstift 1525 geschlossen wurde, wurde er von Zürich mit einer Rente versehen, war jedoch noch 1527 Verwalter der Klosterländereien. Laurentius, nun dem weltlichen Stand angehörend, nahm sich wie andere ehemalige Mitbrüder auch eine Ehefrau. Seine bekannte Chronik begann er am 13. Dezember 1529 zu schreiben und arbeitete an dieser bis kurz vor seinem Tod an der Pest am 23. Juli 1532.

## Die Chronik von Laurentius Bosshart
Seine Chronik ist heute eine wichtige Quelle für die Stadtgeschichte Winterthurs und war auch die erste, die ihren Schwerpunkt auf Winterthur hatte, wie der Autor der Chronik selbst bemerkte. Zwar berichtete bereits Johannes von Winterthur im 14. Jahrhundert über seine Jugendzeit in Winterthur, jedoch ist seine Berichterstattung darüber mehr anekdotenhaft. Bosshart selbst war zwar kein hervorragender Schriftsteller, jedoch machen seine lebendigen Erzählungen die Chronik zu einem wertvollen Zeitdokument.
Die Chronik von Bosshart umfasst eine Einleitung und eine kürzere Darstellung der Ereignisse im 12. und 13. Jahrhundert, die ab dem 14. Jahrhundert ausführlicher wird. Der Schwerpunkt der Chronik liegt aber in der Reformationszeit um 1500, also während seiner eigenen Lebzeit, die er ausführlich schilderte. Ein weiterer wertvoller Abschnitt stellt die Geschichte der geistlichen Einrichtungen der näheren Umgebung dar, die in der Chronik enthalten sind.
Das Werk des Chronikers wurde auf Bestreben des Zwinglivereins (in dessen Zeitschrift «Zwingliana» Bosshart von 1897 bis 1906 mehrmals Erwähnung fand) in einem rund 400 Seiten umfassenden Band der «Quellen zur schweizerischen Reformationsgeschichte» von Kaspar Hauser, Lehrer in Winterthur, bearbeitet und herausgegeben. Im Gegensatz zu anderen Bänden dieser Serie wird nicht nur die Zeit der Reformation beleuchtet, sondern auch das ganze Mittelalter aufgrund von Bossharts Chronik dokumentiert.
Das Original der Chronik wird heute in der Zentralbibliothek Zürich aufbewahrt. Es gibt vereinzelt Zweifel an der Echtheit des Dokuments, denen jedoch im Buch zur Chronik klar widersprochen wird.